# Armacia exacta
Armacia exacta är en insektsart som beskrevs av Melichar 1898. Armacia exacta ingår i släktet Armacia och familjen Ricaniidae. Inga underarter finns listade i Catalogue of Life.